# Busmeón
Busmeón (en asturiano y oficialmente: Busmión) es una casería que pertenece a la parroquia de Calleras en el concejo de Tineo (Principado de Asturias). Se encuentra a 518 m s. n. m. y está situada a 15,70 km de la capital del concejo, la villa de Tineo. 

## Población
Es una población deshabitada desde 2017 (INE, 2017) y aún cuenta con un total de 4 viviendas (INE, 2010).